# Zbigniew Lis
Zbigniew Lis (ur. 7 sierpnia 1948 w Sopocie) – polski technik i polityk, działacz „Solidarności”, po wprowadzeniu stanu wojennego organizator podziemia solidarnościowego.

## Życiorys
W latach 1962-1983 pracownik Stoczni Gdańskiej im. Lenina. Absolwent (1968) Technikum Budowy Okrętów w Gdańsku. W latach 1968-1970 technik w Centralnym Ośrodku Konstrukcyjno-Badawczym Przemysłu Okrętowego w Gdańsku, w latach 1971-1983 technik, starszy technik, konstruktor i samodzielny projektant w Stoczni Gdańskiej.
W czasie Marca 1968 uczestniczył w demonstracjach na ulicach Gdańska. W Grudniu 1970 uczestnik strajku w Stoczni Gdańskiej i protestów ulicznych. W Sierpniu 1980 członek Zakładowego Komitetu Strajkowego Stoczni Gdańskiej, potem w ochronie Międzyzakładowego Komitetu Strajkowego i delegacji prowadzącej pertraktacje z komunistycznymi władzami. Od września 1980 członek Solidarności i wiceprzewodniczący Komitetu Założycielskiego Solidarności w Stoczni Gdańskiej. Od września 1980 pracował w Międzyzakładowym Komitecie Założycielskim Solidarności Gdańsk.
W lipcu 1981 delegat na I Walne Zgromadzenie Delegatów Solidarności Regionu Gdańsk, członek Zarządu Regionu. Od listopada 1981 w Prezydium Zarządu Regionu. W okresie wrzesień-październik 1981 delegat na I Krajowy Zjazd Delegatów NSZZ „Solidarność”, członek Komisji Krajowej, przewodniczący Krajowej Sekcji Przemysłu Okrętowego, współzałożyciel Sieci.
13 grudnia 1981 internowany (okres stanu wojennego) w Ośrodku Odosobnienia w Strzebielinku, zwolniony 29 kwietnia 1982. Po odzyskaniu wolności był współpracownikiem podziemnego biuletynu Tajnej Komisji Zakładowej NSZZ „Solidarność” Stoczni Gdańskiej „Rozwaga i Solidarność”. W październiku 1982 współorganizator strajku w Stoczni Gdańskiej przeciwko delegalizacji „Solidarności”. W lutym 1983 aresztowany, osadzony w areszcie KW MO, a potem w Areszcie Śledczym w Gdańsku, uwolniony w lipcu 1983 na mocy amnestii, zwolniony z pracy.
W okresie październik 1983-1988 zatrudniony w Zakładzie Budowlano-Remontowym LSWM Morena w Gdańsku jako kierownik produkcji pomocniczej. W latach 1986-1988 wyjazd zarobkowy do USA. W kwietniu 1989 przywrócony do pracy w Stoczni Gdańskiej, gdzie do 1996 pracował jako starszy projektant i specjalista ds. analiz strategicznych, członek Prezydium KZ. W latach 1990-1995 delegat na kolejne Wojewódzkie i Krajowe Zjazdy Delegatów, członek Zarządu Regionu. W latach 1992-1995 wiceprzewodniczący Sekretariatu Metalowców i przewodniczący Krajowej Sekcji Przemysłu Okrętowego „Solidarności”. Od 1995 własna działalność gospodarcza.
Od 5 stycznia 1984 do 30 sierpnia 1988 zarejestrowany przez Inspektorat 2 WUSW w Gdańsku jako tajny współpracownik ps. Karol. Według samego Zbigniewa Lisa do współpracy nie doszło.
Odznaczony Srebrnym Krzyżem Zasługi w 1997.